# Саид аль-Муфти
Саид аль-Муфти (араб. سعيد المفتي‎, 1898 — 25 марта 1989) — иорданский политический деятель. Один из ярких фигур в истории Иордании и в борьбе за независимость. Несколько раз занимал пост премьер-министра Иордании.

## Биография
Саид аль-Муфти родился в ноябре 1898 года в Аммане, в семье черкесского происхождения. Окончил королевскую школу в Дамаске. Занимал различные посты в государственных органах. Был премьер-министром Иордании в 1950, 1955 и 1956 гг.

### Участие в боевых действиях
В 1920 году аль-Муфти откликнулся на призыв короля Сирии Фейсала и отправился добровольцем на войну с Францией. Прибыв на фронт, он возглавил отряд из 1000 солдат-добровольцев, но поучаствовать в боевых действиях не успел. Как только они прибыли, они узнали результат знаменитой битвы при Майсалуне, которую возглавил Юсуф аль-Азма, в которой он был отмечен за неравные силы против вторгшихся сил генерала Гуро. После они вернулись в Амман.

### Работа в правительстве
Саид аль-Муфти считается одним из лидеров Иордании, который внес большой вклад в основание государства. Смерть его отца в 1917 году вынудила его прервать учебу и вернуться в Иорданию, чтобы заботиться о своей семье. Но он начал политическую и общественную деятельность с юности. Он победил на выборах и стал членом Совета шуры в возрасте двадцати лет. Он был одним из основателей Иорданской народной партии в марте 1927 года. Саид Паша аль-Муфти внес свой вклад в возрождение Иордании, занимал различные должности и участвовал более чем в одном министерстве в качестве министра или заместителя премьер-министра, а также в качестве депутата парламента или члена Палаты представителей, пока не возглавил ее шесть раз. 
В период с 1947 по 1965 год Саид аль-Муфти четыре раза занимал пост премьер-министра и 8 раз должность министра внутренних дел Иордании.
Король Абдалла I поручил ему сформировать два правительства, а король Хусейн ибн Талал поручил ему сформировать два правительства между 1950 и 1955 годами следующим образом:
- Когда он впервые был назначен премьер-министром, он был девятым в рейтинге глав правительств Иордании с 12 апреля 1950 по 14 октября 1950 года, и самым важным было то, что его правительство получило одобрение Национальной ассамблеи, сформированной Палатами представителей и знати, единогласно высказавшейся о единстве двух банков при присутствии палестинских и иорданских депутатов. Два банка были объявлены единой страной под названием Хашимитское королевство Иордания, что сделало его первым премьер-министром, назначившим правительство, состоящее из иорданских и палестинских министров.
- После ему было поручено снова сформировать свое правительство 14 октября 1950 года, но оно просуществовало недолго, поскольку оно ушло в отставку 4 декабря 1950 года.
- Ему было доверено формирование третьего кабинета 30 мая 1955 года, и он просуществовал до 15 декабря 1955 года.
- И четвертый в период с 22 мая 1956 года по 1 июля 1956 года.

Он вышел на пенсию в 1974 году, чтобы посвятить себя личной жизни, пока не умер в 1989 году. В своей жизни мученическая смерть его сына Азми сильно опечалила его, и он считал его самым дорогим, что он отдал родине.

## Деятельность в черкесской общине
Он был одной из высших фигур черкесского руководства и провел свою жизнь, поддерживая черкесов в Иордании, понимая свой народ и как иорданцев, и как черкесов.он сформировал Совет черкесских племен в Иордании с группой черкесских мужчин в 1962 году и был его первым председателем. Он также возглавлял административный орган Черкесского благотворительного общества в Аммане.